# Sandougou Bolong
De Sandougou Bolong (Frans: Sandougou Bôlon) is de langste zijrivier van de West-Afrikaanse rivier de Gambia. Ook de benaming Sami Bolong wordt gebruikt. 
De Sandougou Bolong ontspringt ten noordoosten van de stad Tambacounda, de hoofdstad van de gelijknamige regio in Senegal. De rivier wordt daar Gué genoemd. De rivier heeft een lengte van 240 kilometer en stroomt in zuidwestelijke richting en mondt uit in de Gambiarivier. De rivier is bij de monding ongeveer 65 meter breed. De toevoeging Bolong, die vele namen van zijrivieren van de Gambia hebben, betekent in de taal Mandinka "beweeglijk water" of "zijrivier".